# Stilobezzia biangulata
Stilobezzia biangulata är en tvåvingeart som beskrevs av Tokunaga 1963. Stilobezzia biangulata ingår i släktet Stilobezzia och familjen svidknott. Inga underarter finns listade i Catalogue of Life.